# Fadrozole
Fadrozole (INN), được bán dưới tên thương hiệu Afema (bởi Novartis), là một chất ức chế aromatase chọn lọc, không steroid được sử dụng tại Nhật Bản để điều trị ung thư vú.